# 資助專上課程學生資助計劃
資助專上課程學生資助計劃（英語：Tertiary Student Finance Scheme - Publicly-funded Programmes），簡稱TSFS，又常被稱為Grant Loan，是香港納稅人為正在就讀受大學教育資助委員會資助（UGC-funded）的全日制學士學位課程、副學士課程、高級文憑課程，而又有經濟需要的學生提供資助的計劃，以免他們因為經濟問題而失學，此計劃由學生資助辦事處處理。

## 歷史
資助專上課程學生資助計劃原稱本地專上學生資助計劃，但由於現時很多院校都有開辦自資的學士、副學士和高級文憑課程，而此等課程並不屬於此計劃的資助範圍（而是屬於專上學生資助計劃），為避免誤會，故由07-08學年起改為現時名稱。

## 申請資格
1. 正在就讀受大學教育資助委員會資助的全日制學士學位課程、副學士課程、高級文憑課程
2. 通過入息和資產審查

## 資助模式
按照不同學生的入息和資產值，各人獲得的資助額都不同，而資助模式主要有3種。

### 助學金
助學金（Grant）用作支付學費，而清貧學生（獲得全數或接近全數資助的學生）可獲得數千元的學習支出。

### 低息貸款
低息貸款（Loan）用作應付生活開支，息率為1% p.a.，利息由畢業後才開始計算。

### 車船津貼
供居住地點距離上學地點步程超過10分鐘而需要乘搭公共交通工具的學生申請。
由於部份院校的宿舍距離校園超過10分鐘步程（例如香港理工大學學生宿舍、香港大學沙宣道舍堂村），故這些院校的宿生只要符合申請資助專上課程學生資助計劃的資格，都可以申請學生車船津貼。

## 連結
- 資助專上課程學生資助計劃 TSFS （页面存档备份，存于）